# Eugène Romaine
Eugène Romaine (né le 13 juillet 1905 à Archignat dans l'Allier, mort le 29 juillet 1983 à Soumans  dans la Creuse) est une personnalité politique française.
Il fut sénateur de la Creuse, membre du groupe de la Gauche démocratique, de 1959 à 1980. 

## Biographie
Minotier, Eugène Romaine fut de longues années maire de Soumans, commune rurale du nord-est de la Creuse, limitrophe de l'Allier et conseiller général du canton de Boussac. Élu, un peu par « accident », sénateur de la Creuse à la suite d'un différend entre communistes et socialistes, il le resta pendant 21 ans.
Il ne se représenta pas au renouvellement de 1980. Son siège fut conquis par le socialiste André Lejeune.

## Anciens mandats

### Parlementaire
- Secrétaire du Sénat
- 1959-1980 : Sénateur de la Creuse

### Mandats locaux
- 1947-1977 : Maire de Soumans
- Membre du conseil général de la Creuse (canton de Boussac)